# Bitwa na Polu Boków
Bitwa na Polu Boków – była jedną z bitew opisanej w początkowych rozdziałach Drugiej Księgi Samuela wojny domowej w Izraelu jaka to wybuchła po śmierci króla Saula.

## Przebieg bitwy
Wojska judzkie i izraelskie spotkały się nieopodal stawu gibeońskiego i rozstawiły się po przeciwnych jego stronach. Abner chciał uniknąć starcia i wezwał Joaba, by zaprezentowano pokaz walki przedstawicieli obu stron. Zamiast serii pojedynków doszło do kuriozalnej sytuacji, w której reprezentanci obu stron zadali sobie nawzajem ciosy mieczem w bok (stąd nazwa miejsca bitwy: Pole Boków)
Doszło do starcia, w którym zwyciężyli zwolennicy Dawida. Asahel, brat głównodowodzącego wojsk judzkich, Joaba, ruszył do pościgu za dowódcą wojsk izraelskich, Abnerem. Ten wezwał go do zaprzestania pościgu, chcąc uniknąć uśmiercenia Asahela, by nie niszczyć możliwości dialogu z Joabem. Asahel nie przyjął propozycji Abnera, więc ten przebił go włócznią.
Ścigani Izraelici skupili się na szczycie wzgórza wokół Abnera i wezwali wojska judzkie do zaprzestania walki. Joab zgodził się i zakończył pościg.

## Znaczenie bitwy
Bitwa nie miała dużego znaczenia strategicznego, jednak udowodniła wielu, w tym Abnerowi, że opór przed uznaniem Dawida za króla jest bezsensowny. Śmierć Asahela wzbudziła w Joabie chęć zemsty, która doprowadziła do skrytobójczego zamordowania Abnera.